# Keith Sweat
Keith Sweat (Nova Iorque, 22 de julho de 1961) é um cantor-compositor norte-americano de R&B/soul, produtor musical, personalidade de rádio, e percursor do gênero musical new jack swing.
Um dos singles de maior sucesso gravado pelo cantor foi Nobody, em 1996.

## Discografia
- Make It Last Forever (1987), Vintertainment e Elektra Records
- I'll Give All My Love to You (1990), Vintetainment e Elektra Records
- Keep It Comin' (1991), Elektra Records
- Get Up on It (1994), Elektra Records
- Keith Sweat (1996), Elektra Records
- Still in the Game (1998), Elektra Records
- Didn't See Me Coming (2000), Elektra Records e Rhino Entertainment
- Rebirth (2002), Elektra Records
- Just Me (2008), Keia Records e Atco Records
- Ridin' Solo (2010), Kedar Entertainment e Universal Music Group
- Til the Morning (2011), KDS Entertainment, E1 Music e Universal Music Group

## Prêmios e nomeações
- American Music Awards
  - 1998, Artista Masculino de R&B/Soul Favorito (Nomeado)
  - 1997, Artista Masculino de R&B/Soul Favorito (Vencedor)
  - 1997, Álbum de R&B/Soul Favorito: Keith Sweat (Nomeado)
  - 1991, Artista Masculino de R&B/Soul Favorito (Nomeado)